# NGC 4084
NGC 4084 (również PGC 38272) – galaktyka eliptyczna (E) znajdująca się w gwiazdozbiorze Warkocza Bereniki. Odkrył ją Heinrich Louis d’Arrest 26 kwietnia 1865 roku. Jest to galaktyka z aktywnym jądrem typu LINER.